# Kościół Zielonoświątkowy „Bóg jest Miłością”
Kościół Zielonoświątkowy „Bóg jest Miłością” (port. Igreja Pentecostal Deus é Amor, IPDA) – jest brazylijskim kościołem ewangelicznym o charakterze zielonoświątkowym.
Został założony w 1962 roku w São Paulo, przez misjonarza Davida Martins Miranda. Według spisu powszechnego w 2010 roku liczył 845 383 członków w 17 584 kościołach w całej Brazylii. Jest dziewiątym co do wielkości protestanckim i czwartym zielonoświątkowym kościołem w tym kraju. Poza Brazylią, obecny jest w 137 krajach.
Kościół posiada bardzo surowy regulamin dotyczący życia społecznego.
W 2004 roku IPDA otworzyło Świątynię Chwały Bożej – zbór w São Paulo zdolny pomieścić 60 tys. osób. 